# Boccaccio (film 1972)
Boccaccio è un film del 1972 diretto da Bruno Corbucci.

## Trama
Firenze, 1348. Buonamico di Cristofano, detto Buffalmacco, e Bruno degli Olivieri fanno credere a Calandrino, un ingenuo imbianchino, di avere scoperto una pietra che rende invisibili. Il poveretto, convinto di poter andare ovunque senza essere visto, chiede subito di comprarla e presto finisce per essere imprigionato.
I due mascalzoni, dopo poco, ascoltano nascosti la confessione di una bella damigella. Il confessore, padre Ignazio, approfitta della credulità della penitente per farle credere che il beato Marcuccio è innamorato pazzo di lei e che la vuole incontrare sotto falsa identità. I due birboni circuiscono la donna e ne abusano, facendosi passare per cherubini che scortano il santo.
Buffalmacco e Bruno continuano a mietere le loro vittime: Calandrino di nuovo, poi l'oste Nicostrato, seguito da Fiammetta e da suo marito Pietro, poi ancora Lambertuccio e Cagastraccio. Il bel gioco viene interrotto dallo scoppio della peste in Firenze.
I due compari riescono a fuggire sul carro della Principessa di Chivignì, accompagnata dalla sua ancella Filomena. Incontrano Lambertuccio, in compagnia di Belcolore travestita da uomo. Un appestato, cadendo e afferrando il mantello di Belcolore, rivela le sue fattezze femminili. Lambertuccio rifiuta allora l'invito degli amici di fuggire con l'allegra brigate, per sposare la sua conquista.

## Produzione
Andrea Fabbricatore, a cui fu affidato il ruolo di Calandrino, non era un attore: fu un farmacista, esperto in geografia, venuto alla ribalta nel 1972 sbancando il Rischiatutto di Mike Bongiorno con la vincita di 25 milioni di lire, una delle più alte di tutti i tempi.
Ambientato nella Firenze trecentesca, le riprese esterne si svolsero quasi completamente a Viterbo.

## Critica
(P. Bianchi, Il Giorno del 19 aprile 1972)